# 츠기하라 카나
츠기하라 카나(Kana Tsugihara, 1984년 8월 25일 ~ )는 일본의 배우, 모델이다.
도쿄에서 태어났다.

## 방송
- 만화카페도시전설 저주의 만나상

## 영화
- 슨도메 4 (2009년)
- 주온 - 원혼의 부활 (2009년)
- 슨도메 3 (2008년)
- 슨도메 2 (2008년)
- 슨도메 (2007년) - 쿄코 역